# Rosedal

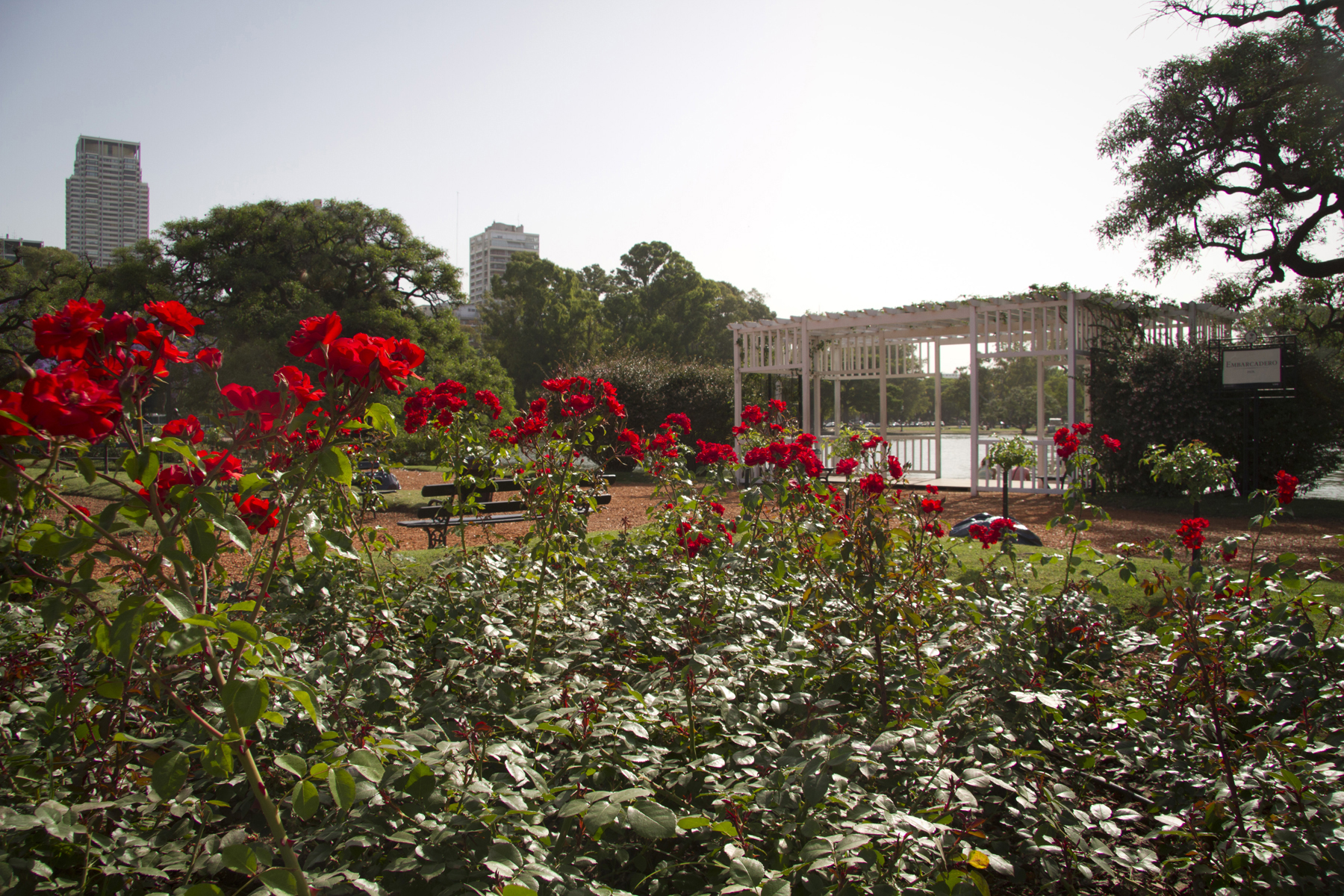
O Rosedal de Buenos Aires

O Rosedal é um jardim de rosas localizado no Parque Três de Fevereiro, em Buenos Aires, Argentina. Criado em 1914, é uma importante atração turística da cidade.

## História
Durante o governo do intendente Joaquín de Anchorena surgiu a ideia de transformar um espaço de 3,4 ha do Parque Três de Fevereiro (conhecido também como os Bosques de Palermo) num roseiral, ao estilo de jardins parisienses. O responsável pelo projeto foi o engenheiro agrônomo Benito Carrasco, discípulo do paisagista Carlos Thays e sucessor deste na chefia da Dirección de Parques y Paseos da cidade. A construção do Rosedal foi rápida, tomando apenas seis meses entre maio e novembro de 1914. Foi inaugurado a 24 de novembro daquele ano.
Na sua inauguração, o Rosedal era composto por 14.650 rosas de 1.189 variedades diferentes. Foi construído no jardim um templete, uma ponte em estilo grego e uma longa pérgula junto ao lago do parque. Em 1920, no auge de uma moda hispânica, foi construído um jardim andaluz pelo arquiteto Eugenio Carrasco (irmão de Benito), completado em 1929 por um patio andaluz decorado com azulejos, doação da Municipalidade de Sevilha. O Rosedal possui ainda o chamado Jardim dos Poetas, decorado com 26 bustos de escritores argentinos e estrangeiros.
Após de décadas de descuido, o Rosedal foi restaurado em 1994 pela petroleira YPF, que respeitou a forma original do jardim. Outro restauro foi feito em 2008, também patrocinado pela mesma empresa. Em 2011, o jardim foi declarado Patrimônio Cultural pela Legislatura da cidade de Buenos Aires.